# Benbaun
Benbaun är ett berg i republiken Irland.   Det ligger i grevskapet County Galway och provinsen Connacht, i den västra delen av landet, 240 km väster om huvudstaden Dublin. Toppen på Benbaun är 480 meter över havet.
Terrängen runt Benbaun är huvudsakligen lite kuperad. Runt Benbaun är det mycket glesbefolkat, med 2 invånare per kvadratkilometer. Närmaste större samhälle är Clifden, 12,2 km sydväst om Benbaun. Trakten runt Benbaun består i huvudsak av gräsmarker.